# Cybiosarda elegans
Cybiosarda elegans (Whitley, 1935) é uma espécie de peixes perciformes da família Scombridae, com distribuição natural nas águas entre a Austrália e a Papua Nova Guiné. Os machos podem alcançar os 45 cm de comprimento total e 2 kg de peso. A espécie é a única extante do género monotípico Cybiosarda.